# Гесніц
Гесніц (нім. Gößnitz) — місто в Німеччині, розташоване в землі Тюрингія. Входить до складу району Альтенбургер-Ланд.
Площа — 14,04 км2. Населення становить 3433 ос. (станом на 31 грудня 2021).